# Thomas Gäßler
Thomas Gäßler (* 15. Februar 1962 in Sigmaringen) ist ein deutscher Schauspieler und Moderator.

## Leben
Von 1989 bis 1990 besuchte er die Pfuinanz-Bühne in Sigmaringen unter der Leitung von R. Hauser, S. Gebhardt und S. Busch.
Nach der Schauspielausbildung bekam er sein erstes Engagement 1993 unter der Regie von Rainer Matsutani als Gleisarbeiter in dem Projekt „Aus dem Reich der Schatten“. Es folgten kleinere und größere Rollen bei diversen Serien wie Die Biester, Die Fallers, Tatort, K11 – Kommissare im Einsatz, Lenßen & Partner und Expedition Wissen.
2001 absolvierte er zum einen eine Ausbildung als Moderator und zum anderen Praktika in der digitalen Schnitttechnik bei dem regionalen Radiosender Radio7 im Studio Tuttlingen unter der Leitung von Ilona Leicht. Er hatte deutschlandweite Engagements als Moderator: von Event- und Messemoderationen verschiedener Modeschauen, Moderationen beim regionalen Fernsehstudio Euro3 bis hin zur Moderation im Olympiastadion in München 2002 bei den Leichtathletik-Europameisterschaften.
Gäßler ist als freier Schauspieler und Moderator und nur noch gelegentlich auf der Bühne zu sehen, da er seit mehreren Jahren als Motivationstrainer, Coach und als Dozent in dem Bereich Personaltraining tätig ist.

## Synchronisation
Als Synchronsprecher lieh er u. a. in der Serie Tatort in der Folge „Romeo und Julia“ einem italienischen Hochzeitsgast und einem Polizisten seine Stimme. Auch für den Dokumentarfilm Peffingen deine Heimat von Manfred Kulla gab er seine Stimme.

## Filmografie (Auswahl)
- 1993: Aus dem Reich der Schatten
- 2001: Die Biester
- 2002: Die Fallers – Eine Schwarzwaldfamilie
- 2002: Tatort – Romeo und Julia
- 2002: Tatort – Bienzle und der Taximord
- 2002: Tatort – Flashback
- 2003: Lenßen & Partner
- 2003: Homo Faber Mulitvision
- 2003: Thanatos
- 2004: K11 – Kommissare im Einsatz – Mord vor dem Altar
- 2005: Tatort – Bienzle und sein schwerster Fall
- 2006: Bobbycar Downhill (Beitrag in Galileo)
- 2007: Expedition Wissen – Schottland Wasser des Lebens
- 2008: smart – International (Imagefilm)
- 2009: Die Täter